# Сад Лекок
Сад Лекок (фр. Jardin Lecoq) — пейзажный городской парк во французском городе Клермон-Ферране (регион Овернь), занимающий площадь 5 гектаров. Сад открыт для свободного доступа посетителей.

## Местоположение
Сад расположен ниже возвышенности, на которой стоит исторический центр Клермон-Феррана. С четырёх сторон парк окружён бульваром Лафайетт (фр. boulevard Lafayette), проспектом Верцингеторига (avenue Vercingétorix), бульваром Франсуа Миттерана (boulevard François-Mitterrand) и аллеей cours Sablon. Парк находится в университетском районе города, в непосредственной близости от факультетов словесности и гуманитарных наук, права и университетской библиотеки. Ректорат университета расположен на территории парка.

## История

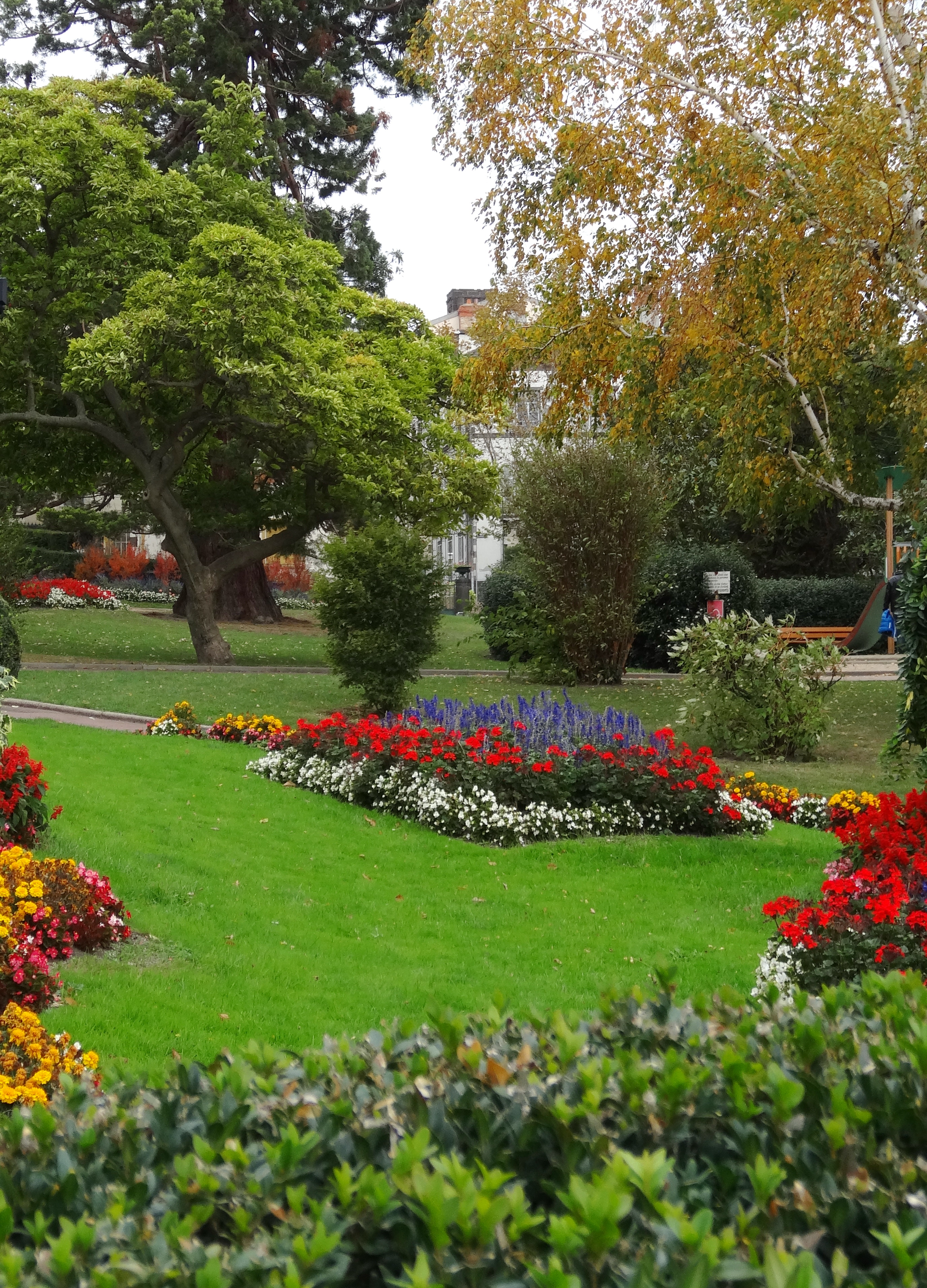
Сад Лекок

Изначально над проектом ландшафта сада Лекок работал знаменитый французский ландшафтный архитектор Поль Делавен, граф де Шуло (фр.), который имел репутацию французского Умелого Брауна. Он спроектировал в общей сложности более 300 садов и парков во Франции, в частности городской парк в Ле-Везине, что неподалёку от Парижа. Впоследствии пейзажный стиль графа де Шуло развивали члены династии пейзажистов Treyve, происходящие из Бурбонне.
Территория, на которой расположен парк, прежде являлась крупным имением, принадлежавшим семье Бьен-Асси. Парк назван в честь Анри Лекока, знаменитого клермонского ботаника.
Если в наше время отличительной особенностью парка являются детские игровые площадки и оригинальное озеленение, в прошлом жители города видели в парке двух морских львов в котловане, устроенном в самом центре парка, бывших центром притяжения посетителей. Кроме них в саду Лекок обитали обезьяны и птицы, а в бассейне находились утки, лебеди, красная рыба и карпы.
Ботанический сад Клермон-Феррана, находящийся в наше время на улице Шарме (Charme), в период с 1793 по 1912 год был размещён в саду Лекок.